# БОПУПАЦ
БОПУПАЦ (Братське об'єднання парафій Української Православної Автокефальної Церкви) (1923 — 1925) — релігійне об'єднання, утворене на Поділлі в березні 1923 року. Виникло не без допомоги Державного політичного управління на хвилі незадоволення частини духовенства нетрадиційністю єпископських хіротоній в Українській автокефальній православній церкві, що були здійснені на Всеукраїнському соборі УАПЦ 11 жовтня 1921 (див. Всеукраїнські церковні собори). Братське об'єднання не становило нового релігійного угрупування, воно спиралося на канонічне підґрунтя постанов Собору єпископів усієї України від 02-04 вересня 1922 року.
У червні 1925 в м. Лубни відбувся організаційний собор єпископів, який проголосив себе соборно-єпископською церквою з офіційною назвою БО УПАЦ. Очолили церкву архієпископ Іоаникій та єпископи Павло (Погорілко), Сергій (Лабунцев), Сергій (Іваницький) та Феофіл (Булдовський). Останній згодом став митрополитом і очолив церкву – відтоді її іноді називали булдовською. На організаційному соборі було проголошено боротьбу з прихильниками РПЦ – Московського патріархату (див. Тихон) та УАПЦ (див. Василь (Липківський) і лояльне ставлення до обновленства. Однак кількість парафій БО УПАЦ росла дуже повільно – на 1925 їх було лише бл. 300, переважно на Полтавщині та Поділлі. Таким чином, головне завдання, яке ставилося ДПУ – паралізувати діяльність УАПЦ – не було виконане. Тому церква почала зазнавати утисків та переслідувань з боку радянської влади. Центральні органи церкви було перенесено до Харкова, а потім у Луганськ. 1937 перестала діяти остання громада БО УПАЦ. Митрополит Феофіл (Булдовський) переселився до Харкова і повністю відійшов від церковних справ.